# L'ombra del passat
L'ombra del passat (originalment en alemany, Werk ohne Autor) és una pel·lícula dramàtica alemanya dirigida per Florian Henckel von Donnersmarck. Va ser seleccionada per ser projectada en la secció de competició principal del Festival Internacional de Cinema de Venècia de 2018. També va ser la selecció alemanya per a la Oscar a la millor pel·lícula de parla no anglesa en els 91 Premis Oscar de 2018. Va entrar a la llista de prenominades el 2018, abans de finalment ser nominada el gener de 2019. El 28 de maig de 2022 es va estrenar la versió doblada al català al canal La 2. També s'ha subtitulat al català, i se n'ha editat una versió en valencià per a À Punt.

## Argument
L'artista alemany Kurt Barnert va aconseguir escapar de l'RDA a l'RFA, però continuava turmentat per la seva infantesa sota el règim nazi, i la postguerra en l'Alemanya comunista. Kurt era un jove estudiant d'art a l'Alemanya de l'Est. Estava enamorat de la seva companya de classe, Ellie, però el pare d'ella, el professor Seeband, un famós metge, no aprova la relació.

## Repartiment
- Tom Schilling: Kurt Barnert
- Sebastian Koch: professor Carl Seeband
- Paula Beer: Ellie Seeband
- Saskia Rosendahl: Elisabeth May
- Oliver Masucci: professor Antonius van Verten
- Ina Weisse: Martha Seeband
- Rainer Bock: Dr. Burghart Kroll
- Johanna Gastdorf: Malvine
- Jeanette Hain: Waltraut Barnert
- Hinnerk Schönemann: Werner Blaschke
- Florian Bartholomäi: Günther Maig
- Hans-Uwe Bauer: Horst Grimma
- Jörg Schüttauf: Johann Barnert
- Ben Becker: capatàs
- Lars Eidinger: gerent d'exposicions
- Cai Cohrs: Kurt Barnert, de jove

## Crítica
- "Destaca com a drama històric que explora la complexitat de l'Alemanya del segle XX (...) Tècnicament és una meravella (...) La banda sonora de Richter és càlida i brillant"[10]

- "Dotada de la força visual de Deschanel i amb la destresa dramàtica de von Donnersmarck, aprofundeix en les forces primitives que defineixen les nostres vides. Fins i tot quan ensopega és meravellosa (…) Puntuació: ★★★★ (sobre 5)"[11]

- "Fins i tot quan flaqueja les hi enginya per ser entretinguda i absorbent, en part perquè von Donnersmarck posseeix una sensibilitat pròpia d'un geni de Hollywood."[9]